# Televizní studio

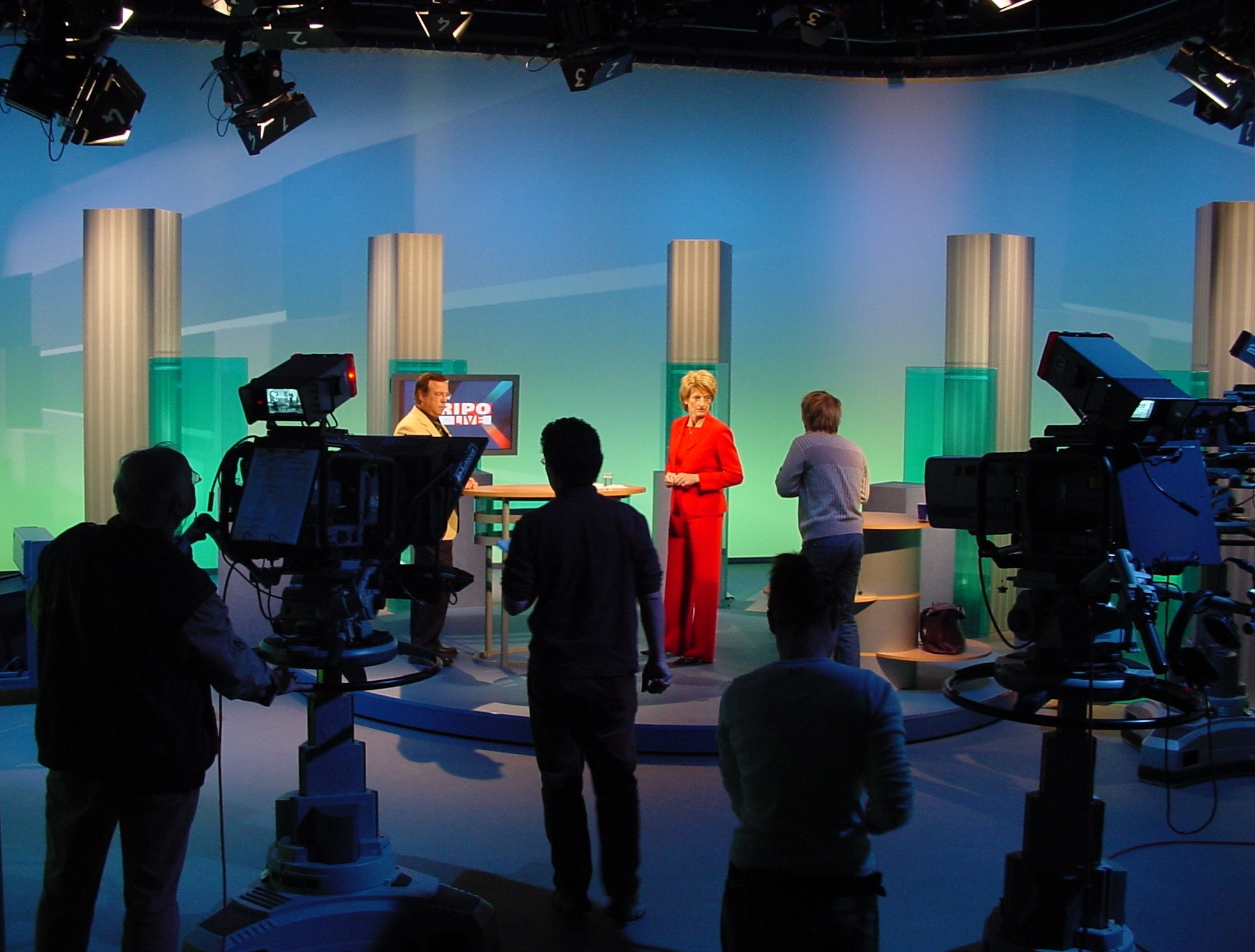
Televizní studio německé veřejnoprávní televize MDR

Televizní studio je komplexní technické zařízení a vybavení, které umožňuje výrobu televizního pořadu nebo zajištění televizního přenosu.
Česká televize využívá Televizní studio Kavčí hory v Praze, Televizní studio Ostrava a Televizní studio Brno.